# Хачатрян, Гагик Мкртичевич
Га́гик Мкрти́чевич Хачатря́н (арм. Գագիկ Խաչատրյան, 20 февраля 1952, село Аван, Аштаракский район) — армянский политический и государственный деятель.

## Биография
- 1968—1973 — Ереванский политехнический институт. Инженер-механик.
- 1973—1976 — работал мастером, старшим мастером, инженер-конструктором на Ереванском заводе «Базальт».
- 1976—1979 — инженер-технолог на Ереванском заводе «Ферит», главный инженер Эчмиадзинского филиала.
- 1979—1983 — инструктор организационного отдела КПА Эчмиадзинского райкома.
- 1983—1984 — руководитель отдела бюро специальных технологических конструкций (г. Ереван).
- 1984—1999 — директор Арташатского транзисторного завода.
- 30 мая 1999 — избран депутатом парламента. Член постоянной комиссии по финансово-бюджетным, кредитным и экономическим вопросам. Член Республиканской партии Армении.
- 2001—2005 — начальник агентства государственных закупок при правительстве Армении.
- 2005—2006 — заместитель министра сельского хозяйства Армении.